# ChemChina
China National Chemical Corporation (abreviada ChemChina) é uma companhia estatal química chinesa, com produtos de segmentos agroquímicos, sinteticos, de materiais químicos, equipamento industrial e petroquímico. Em 2015, foi listada como 265º Fortune Global 500.
A China National Chemical Corporation , comumente conhecida como ChemChina , é uma empresa química estatal chinesa nos segmentos de produtos agroquímicos , produtos de borracha, materiais químicos e especialidades químicas , equipamentos industriais e processamento petroquímico para os setores civil e militar.  Em 2018, estava classificada em 167º lugar entre as 500 empresas da Fortune Global 500.

## Subsidiárias
- China National Agrochemical Corporation (100%)
  - Sanonda Holdings (100%)
    - Sanonda (expected 70%)
      - ADAMA Agricultural Solutions (100%)